# Anopheles balabacensis
Anopheles balabacensis är en tvåvingeart som beskrevs av Francisco E. Baisas 1936. Anopheles balabacensis ingår i släktet Anopheles och familjen stickmyggor. Inga underarter finns listade i Catalogue of Life.